# Leintz-Gatzaga
Leintz-Gatzaga (nome ufficiale in lingua basca, Salinas de Léniz o Salinas in castigliano) è un comune spagnolo di 240 abitanti situato nella comunità autonoma dei Paesi Baschi.